# Pałac w Czernicy (woj. śląskie)
Pałac w Czernicy – zabytkowy pałac w Czernicy.

## Historia
Obiekt wybudowany w  1865 r. jest częścią zespołu pałacowego, w skład którego wchodzi jeszcze park z lipami, klonami i kasztanami.